# Kripton-difluorid
| Kripton-difluorid                                                                                               |                                     |
| \| A kripton-difluorid vonalváza \| A kripton-difluorid kalottamodellje \|                                      |                                     |
| IUPAC-név | Kripton-difluorid                   |
| Más nevek | Kripton-fluorid                     |
| Kémiai azonosítók                                                                                               |                                     |
| CAS-szám | 13773-81-4                          |
| PubChem | 83721                               |
| ChemSpider | 75543                               |
| SMILES | F[Kr]F                              |
| InChI | 1/F2Kr/c1-3-2                       |
| InChIKey | QGOSZQZQVQAYFS-UHFFFAOYSA-N         |
| UNII | A91DJL4OJC                          |
| Kémiai és fizikai tulajdonságok                                                                                 |                                     |
| Kémiai képlet                                                                                                   | F2Kr                                |
| Moláris tömeg                                                                                                   | 121,79 g/mol                        |
| Megjelenés | Színtelen kristályok (szilárd)      |
| Sűrűség | 3,24 g cm-3 (szilárd)               |
| Oldhatóság (vízben)                                                                                             | Reagál                              |
| Kristályszerkezet                                                                                               |                                     |
| Kristályszerkezet                                                                                               | Tércentrált tetragonális            |
| Tércsoport | P42/mnm, No. 136                    |
| Rácsállandó | a = 0,4585 nm Å, c = 0,5827 nm Å    |
| Molekulaforma                                                                                                   | Lineáris                            |
| Dipólusmomentum                                                                                                 | 0 D                                 |
| Ha másként nem jelöljük, az adatok az anyag standardállapotára (100 kPa) és 25 °C-os hőmérsékletre vonatkoznak. |                                     |
| A kripton-difluorid vonalváza                                                                                   | A kripton-difluorid kalottamodellje |

A kripton-difluorid (KrF2) kripton és fluor vegyülete. Ez volt az első felfedezett kriptonvegyület. Illékony, színtelen szilárd anyag. Szerkezete lineáris, a Kr–F távolság 188,9 pm. Erős Lewis-savakkal reagálva KrF+ és Kr2F+3 kationokat ad.
Atomizációs energiája ({\displaystyle {\ce {KrF2(g) -> Kr(g) + F2(g)}}}) 21,9 kcal/mol (92 kJ/mol), vagyis a Kr–F kötési energia csak 10,95 kcal/mol (45,8 kJ/mol), ami az izolált fluoridok közt a legalacsonyabb. A fluor F–F kötése is erősebb, 36 kcal/mol. Így a KrF2 jó atomosfluor-forrás. Termikusan instabil, óránként mennyisége 10%-kal csökken szobahőmérsékleten. A kripton-difluorid endoterm, keletkezési hője 14,4 ± 0,8 kcal/mol 93 °C-on.

## Szintézis
A kripton-difluorid számos módon előállítható, például elektromos kisütéssel, fotoionizációval, forró dróttal és protonbombázással. A termék −78 °C-on tárolható bomlás nélkül.

### Elektromos kisütés
Az elektromos kisütés volt a kripton-difluorid-előállítás első módja. Az egyetlen olyan kísérletben is használva volt, melyben kripton-tetrafluoridról számoltak be, de ennek azonosítása tévesnek bizonyult. Ez sok energiát visz át az 1:1–2:1 arányú F2–Kr keveréken 40-60 torr nyomáson. Így mintegy 0,25 g/h állítható elő. A módszer azonban változó mennyiségben állítja elő a kripton-difluoridot.

### Protonbombázás
Protonbombázás KrF2-termelésre való használata mintegy 1 g/h maximális termelési sebességet ad. Ez Kr–F2 keverék 10 MeV energiájú protonokból álló sugárral való bombázását jelenti mintegy 133 K-en. Gyors módszer sok KrF2 előállítására, de nagy energiájú protonokat igényel, melyek általában ciklotronból származnak.

### Fotoionizáció
Lucia V. Streng 1963-ban számolt be sikeres fotokémiai kripton-difluorid-szintézisről, J. Slivnik 1975-ben számolt be róla ismét. E folyamat UV-sugárzást használ, és maximum 1,22 g/h előállítására képes. Az ideális hullámhosszok 303-313 nm közt vannak. Az erősebb UV-sugárzás a KrF2-termelést csökkentik. Pyrex üveg, Vycor vagy kvarc használata növeli a mennyiséget, mivel elzárják a rövidebb hullámokat. S. A. Kinkead et al. kísérleteiben kimutatták, hogy a kvarc (UV-elnyelés 170 nm-től) 158, a Vycor 7913 (210 nm) 204, a Pyrex 7740 (280 nm) 507 mg/h-t állított elő. Tehát a magasabb energiájú ultraibolya fény jelentősen csökkenti a termelést. A fotokémiai KrF2-termelés ideális körülményei 77 K hőmérsékleten vannak, ahol a kripton szilárd, a fluor folyékony. Azonban a módszer folyékony fluor kezelését igényli, és ez túlnyomás esetén kikerülhet a légkörbe.

### Forró drót
E módszer szilárd kriptont használ tőle néhány cm-re futó forró dróttal, melyen át a fluor halad. A drót áramerőssége nagy, így 680 °C hőmérsékletre hevül. Így a fluor atomokra bomlik, melyek a szilárd kriptonnal reagálnak. Ideális esetben maximális termelése 6 g/h. Ehhez a drót és a kripton távolsága 1 cm, így a hőmérsékleti gradiens mintegy 900 K/cm. Hátránya a dróton át haladó elektromos áram mennyisége, mely miatt nem megfelelő felépítés esetén veszélyes.

## Szerkezet

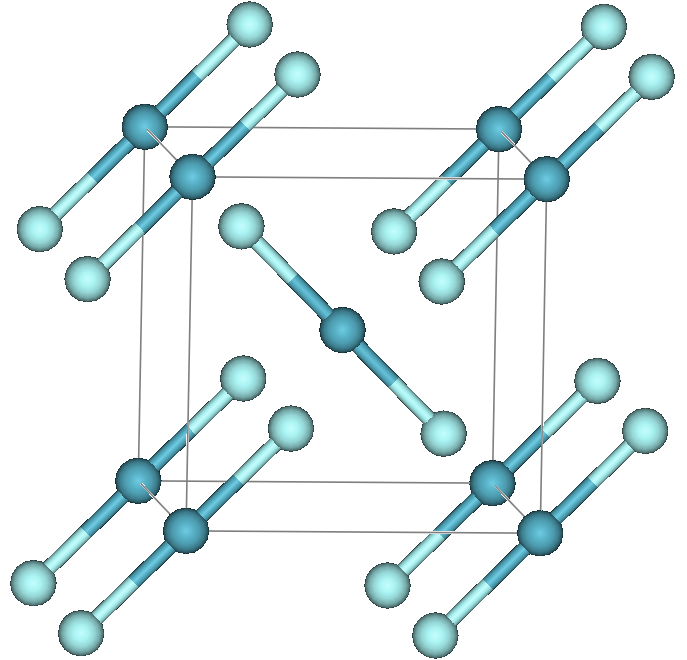
β-KrF_{2}

A szilárd kripton-difluorid α- és β-fázisban létezhet. A β-KrF2 általában 193 K felett létezik, az α-KrF2 alacsonyabb hőmérsékleten stabil. Utóbbi elemi cellája tércentrált tetragonális.

## Kémia
A kripton-difluorid elsősorban erős oxidáló- és fluorozószer: például az aranyat arany(V)-té oxidálhatja. Erősebb az elemi fluornál is a Kr–F kisebb kötési energiája miatt, a KrF2/Kr redoxipotenciálja +3,5 V, így ez a legerősebb ismert oxidálószer, de feltehetően a KrF4 erősebb lehet:
{\displaystyle {\ce {7 KrF2(g) + 2 Au(s) -> 2 KrF+ AuF_6^- (s) + 5 Kr(g)}}}
A KrF+AuF−6 60 °C-on arany-pentafluoriddá, kriptonná és fluorrá bomlik:
{\displaystyle {\ce {KrF+AuF_6^- -> AuF5(s) + Kr(g) + F2(g)}}}
A KrF2 a xenont xenon-hexafluoriddá oxidálja:
{\displaystyle {\ce {3 KrF2 + Xe -> XeF6 + 3 Kr}}}
A KrF2 használatos az igen reaktív BrF+6 ion előállítására. A KrF2 reagál az SbF5-dal KrF+SbF−6 képződésével. A KrF+ ion képes oxidálni a BrF5-ot és a ClF5-ot BrF+6, illetve ClF+6 ionokká.
A KrF2 képes az ezüstöt +3 oxidációs számig oxidálni, elemi ezüstből vagy AgF-ból AgF3-ot állít elő.
Egy KrF2 γ-sugarakkal való besugárzása ibolya színű kripton-monofluorid gyököt (KrF•) ad, melyet ESR spektroszkópiával fedeztek fel W. E. Falconer és társai. A kristályrácsban lévő gyök 77 K-en stabil, 120 K-en bomlik.